# Contatti (Enrico Ruggeri)
Contatti è un album del 1989 di Enrico Ruggeri. È un album di cover con quattro inediti.

## Il disco
In copertina sono presenti due cabine telefoniche con la scritta in alfabeto cirillico "таксофон" (translitterabile come "taksofon", ovvero "telefono pubblico"). All'interno di quella di sinistra è presente Ruggeri impegnato in una telefonata con il milite sovietico che occupa invece quella di destra. In alto a sinistra campeggia la scritta "Contatti" affiancata del nome dell'autore. Con il singolo "che temperamento!" partecipa al Festivalbar 1989

## Tracce
1. Che temperamento! – 4:21
2. Alice – 4:08
3. 'A canzuncella – 4:05
4. Bratiska – 3:40
5. La casa in riva al mare – 3:51
6. Canzone per te – 3:43
7. La ragione e l'avventura – 4:23
8. Panama – 4:55
9. Incontro – 4:38
10. Anche per te – 4:35
11. Il funambolo – 5:58

## Formazione
- Enrico Ruggeri – voce
- Luigi Schiavone – chitarra
- Lorenzo Poli – basso
- Alfredo Golino – batteria
- Michele Santoro – tastiera
- Dino D'Autorio – basso
- Flaviano Cuffari – batteria
- Dodi Battaglia – chitarra
- Frumkin Boris Mikhailovich – pianoforte
- Piero Gemelli – chitarra
- Mauro Gazzola – organo Hammond
- Fernando Brusco – tromba
- Moreno Fassi – trombone
- Giancarlo Porro – sassofono baritono
- Claudio Wally Allifranchini – sassofono soprano
- Andy Mackay – sax, oboe
- Salvatore Scala, Tony Corraduzza, Giacomo Doro, Luigi Fiore – cori